# فيروس كورونا البشري HKU1
فيروس كورونا البشري HKU1 هو من أبرز أنواع الفيروسات التاجية (فيروسات كورونا) التي نشأت من الفئران المصابة. الأعراض التي ظهرت عند البشر بسبب الفيروس، تترواح بين أمراض الجهاز التنفسي مع أعراض نزلات البرد، ولكن يمكن أن تتطوّر الأعراض إلى حدوق الالتهاب الرئوي و التهاب القصيبات. اكتشف الفيروس أوّل مرة في يناير 2005، في مريضين في هونغ كونغ، ثم كشفت الأبحاث اللاحقة أن له انتشارًا عالميًا ونشأة سابقة.

## الأعراض
تشبه الأعراض أعراض الالتهاب الرئوي المتقدم وأعراض الأنفلونزا تقريبا وتشمل:
- السعال
- بلغم
- حمى
- سيلان الأنف
- أوجاع في الصدر
- أوجاع في الحنجرة

## العدوى

### طريقة التكاثر
قبل أن يصيب الفيروس التاجي خلية، يحتاج بروتينه المرتفع بشكل عام إلى انقسامه بواسطة بروتيز الخلية المضيفة لفتح المجال الذي يتوسط اندماج الغشاء الخارجي للفيروس وغشاء الخلية لتسهيل العدوى. HKU1 ارتفاع البروتين وجود موقع على الانقسام S1 / S2،

### طريقة الانتقال
ينتقل عن طريق الرذاذ المتاطير في الهواء و
قد أظهرت الدراسات أيضًا أن الأطفال المصابين بفيروس HKU1 لديهم نسبة أعلى من تقلصات الحرارة مقارنة مع المصابين بفيروسات الجهاز التنفسي الأخرى 

## الإكتشاف
أكتشف في يناير سنة 2005، وهو رجل يبلغ من العمر 71 عاما الذي كان قد عاد إلى هونغ كونغ من شنتشن ادخل إلى المستشفى وقد كان السعال، البلغمو الحمى . وأوجاع في الصدر بالأشعة السينية وأكد الفحص الأعراض من التهاب رئوي . تم اختبار له إفرازات البلعوم لعدة فيروسات. سلبي، تم العثور على نوع جديد من فيروسات التاجية HKU1 بعد الاختبار.
 خرج الرجل من المستشفى بعد خمسة أيام من دخوله وذلك لتخفيف الأعراض. في وقت لاحق، فحص الباحثون العينات ووجدوا أن امرأة أخرى تبلغ من العمر 35 عامًا تعاني من أعراض الالتهاب الرئوي لديها أيضًا الفيروس في إفرازات البلعوم الأنفي ليتم تأكيد هذه العينة من الفيروسات  .
نظرا لانخفاض معدل الكشف عن الفيروس، فإن معرفة الدوائر الأكاديمية لا تزال محدودة. أعلن الباحثون البرازيليون في عام 2011 أنه تم العثور على HCoV-HKU1 في عينة مسحة من البلعوم الأنفي للطفل مجمدة في عام 1995 ، وبذلك وصل سجل HCoV-HKU1 إلى عام 1995 ، واستخدم الباحثون تحليل الشجرة التطورية للاعتقاد بأن الفيروس قد يكون موجودًا مبكرًا الفروع الأخرى.